# Un băiat și câinele său
A Boy and His Dog este un ciclu de narațiuni de Harlan Ellison. A câștigat Premiul Nebula pentru cea mai bună nuvelă în 1969. A apărut ca Un băiat și câinele său în Almanahul Anticipația din 1998.
Ciclul spune povestea unui băiat amoral (Vic) și a câinelui său telepatic (Blood), care lucrează împreună ca o echipă pentru a supraviețui în lumea post-apocaliptică după un război nuclear. 

## Ecranizări
- A Boy and His Dog (film)[1]